# Váltakozó áram mérése
A váltakozó áram méréséhez többféle kivitelű műszert használhatunk. Tökéletesen megfelel a lágyvasas, ikerfémes, párhuzamosan kapcsolt elektrodinamikus műszer, valamint az egyenirányítós lengőtekercses műszer. A villamos áramerősséget mindig sorba kapcsolva mérjük! (A mérendő objektumra menő egyik vezetéket megszakítjuk, és ide csatlakoztatjuk a műszert.)

## A váltakozó áram méréshatárának kiterjesztése
Az áram méréshatárokat kisfeszültségű áramváltó használatával kiterjeszthetjük.